# سليمة سواكري
سليمة سواكري مصارعة جودو جزائرية دولية ولدت يوم 6 ديسمبر 1974 ببرج الكيفان. حصدت 10 ألقاب قارية في صنف الأكابر (إجمالي: 12 في مختلف الأصناف) و 15 مرة كبطلة للجزائر، كما نالت المركز الخامس عالميا في أولمبياد أثينا 2004· أصبحت مدربة وطنية للجودو ثم سفيرة لليونسيف بالجزائر وعملت كذلك في تقديم برنامج إفتح قلبك على قناة الشروق.
عُينت بتاريخ 23 يونيو 2020 وزيرة منتدبة مكلفة برياضة النخبة من قبل رئيس الجمهورية الجزائري عبد المجيد تبون.

## البداية
بدأت سليمة سواكري مشوارها في الثمانينيات في سن مبكر، إذ لم تكن تتجاوز آنذاك 10 سنوات، اختيارها للجيدو جاء من منطلق «رياضة العائلة»، إذ أن معظم أفراد عائلتها يمارسون هذه اللعبة، وبما أنها تملك بنية مورفولوجية قوية. اندمجت بسهولة في الجيدو وبدون تردد، خصوصا وأنها حظيت بمساندة كبيرة من قبل عائلتها·

## الفرق
يعد فريق برج الكيفان المدرسة الأولية التي انخرطت فيها سواكري، بعدها تنقلت إلى إتحاد العاصمة الذي قضت معه فترة تجاوزت السبع سنوات. وفي 2005 التحقت البطلة بمولودية الجزائر، التي ظلت وفية لألوانه إلى يوم اعتزالها·

## المشوار
تحصلت سواكري على شهادة تقني سامي في الرياضة، وهي تسعى من خلال هذه الشهادة إلى مساعدة الجيدو الجزائري، باهتمامها بالفئات النسوية الصغرى، حيث تقول في هذا الشأن «المستوى في تطور متواصل، بدليل النتائج والإنجازات المحصل عليها والمتمثلة في ميداليات من مختلف المعادن في التظاهرات الدولية»· وأضافت سفيرة الجودو الجزائري قائلة:«إن الرياضة النسوية في أوروبا تتمتع بكل الإمكانيات اللازمة من منشآت رياضية ودعم مالي، إضافة إلى شيء مهم وهو التكفل التام بالرياضيات بالتساوي مع الرجل عكس ما هو موجود في الجزائر، فنحن نعمل في غياب أبسط الضروريات، لكن بالرغم من كل هذا فإن الإرادة هي التي تصنع نتائجها دائما.»

## خبرة مهنية
- منذ يونيو 2020 : الوزير المنتدب المكلف برياضة النخبة / وزارة الشباب والرياضة الجزائرية [9]
- من 2018 إلى 2020 : مستشار وزير الشباب والرياضة / وزارة الشباب والرياضة - الجزائر
- منذ عام 2019 : عضو لجنة المساواة بين الجنسين في الاتحاد الدولي للجودو
- منذ عام 2016 : استضافت أحد أفضل البرامج الاجتماعية في الجزائر بعنوان «افتح قلبك» على القناة التليفزيونية الخاصة الجزائرية الشروق تي في [9]
- منذ 2011 : سفير النوايا الحسنة لمنظمة الأمم المتحدة للطفولة: اليونيسف
- منذ 2009 : مدرب فريق الجودو لكبار السيدات / المجمع البترولي الرياضي (GSP) [9]
- من 2009 إلى 2011 : مدرب المنتخب الجزائري للجيدو لكبار السن / الاتحاد الجزائري للجودو - الجزائر [9]
- 2012 : مدير المواهب الشابة بالاتحاد الجزائري للجودو

## الجوائز

### مسابقات دولية
| سنة  | المنافسة                   | موقع                 | نتيجة          | فئة             |
| ---- | -------------------------- | -------------------- | -------------- | --------------- |
| 1990 | البطولة الافريقية          | الجزائر              | 3ش             | أقل من 48 كلغ   |
| 1991 | البطولة الافريقية          | بورت لويس            | 2و             | أقل من 48 كلغ   |
| 1992 | البطولة الافريقية          | بورت لويس            | 1الأول {{{1}}} | أقل من 48 كلغ   |
| 1994 | البطولة الافريقية          | تونس                 | 1              | أقل من 48 كلغ,. |
| 1995 | العاب افريقية              | هراري                | 1              | أقل من 48 كلغ   |
| 1996 | البطولة الافريقية          | إفريقيا الجنوبية     | 1              | أقل من 48 كلغ   |
| 1997 | ألعاب البحر الأبيض المتوسط | تونس                 | 2و             | أقل من 52 كلغ   |
| 1997 | البطولة الافريقية          | الدار البيضاء        | 1              | أقل من 52 كلغ   |
| 1999 | العاب افريقية              | جوهانسبرج            | 1              | أقل من 52 كلغ   |
| 2000 | البطولة الافريقية          | الجزائر              | 1              | أقل من 52 كلغ   |
| 2001 | ألعاب البحر الأبيض المتوسط | تونس                 | 1              | أقل من 52 كلغ   |
| 2001 | البطولة الافريقية          | طرابلس               | 1              | أقل من 52 كلغ   |
| 2003 | العاب افريقية              | أبوجا                | 1              | أقل من 52 كلغ   |
| 2004 | البطولة الافريقية          | تونس                 | 1              | أقل من 52 كلغ   |
| 2006 | البطولة الافريقية          | بورت لويس (موريشيوس) | 1              | أقل من 52 كلغ   |

شاركت في أربع نسخ من الجودو في الألعاب الأولمبية:
- المركز الخامس في ألعاب 1992 في برشلونة
- المركز الخامس في ألعاب 1996 في أتلانتا
- المركز الخامس في ألعاب 2004 في أثينا
- المركز السابع في ألعاب 2000 في سيدني

حصلت على النتائج التالية في بطولة العالم للجودو:
- لمركز الخامس في بطولة العالم للجودو 1999 - برمنغهام
- لمركز الخامس في بطولة العالم للجودو 2001 ميونخ

### بطولات غران سلام باريس
| سنة  | المنافسة         | موقع  | نتيجة | فئة          |
| ---- | ---------------- | ----- | ----- | ------------ |
| 2002 | جراند سلام باريس | باريس | 1     | أقل من 52 kg |
| 2003 | جراند سلام باريس | باريس | 3ش    | أقل من 52 kg |
| 2004 | جراند سلام باريس | باريس | 3ش    | أقل من 52 kg |

### أخرى
- بطلة الجزائر 15 مرة (بما في ذلك عام 1990 [13]).
- بطل العرب في الجزائر عام 1993 في وزن اقل من 52 كلغ.[14]
- نائب بطل العرب في تونس مارس 1990 [13]
- انتخب 5 مرات أفضل رياضي للعام في الجزائر، جميع التخصصات مجتمعة، من قبل وكالة الأنباء الجزائرية (APS): 1994، 1996، 1999، 2001، 2002 [9]
- انتخب أفضل لاعب جودو أفريقي من قبل الاتحاد الأفريقي للجودو 2002.
- كؤوس نجاح السيدات من فرنسا يورو البحر المتوسط 2019
- جائزة " المرأة والرياضة» من قبل اللجنة الأولمبية الدولية خلال نسخة 2020 [9]

## شهادات
- 2019 : دبلوم مستشار في التربية البدنية والرياضة
- 2017-2018 : دبلوم في الإدارة الرياضية - اللجنة الأولمبية الدولية (IOC)
- 2017 : دبلوم في العرض التلفزيوني والرسوم المتحركة - مدرسة سمعية بصرية خاصة
- 2017 : نيل رتبة الدان السادس
- 2014 : دبلوم تدريب من الاتحاد الأفريقي للجودو
- 2012 : دبلوم المعلم الرئيسي للتربية البدنية والرياضة
- 1999 : دبلوم فني عالي في الرياضة

## التزام
- سفير النوايا الحسنة لمنظمة الأمم المتحدة لحقوق الطفل - يونيسف الجزائر منذ عام 2011
- رئيس جمعية وفا - دعم المعوقين
- راعي سباق سرطان الثدي لمدة 6 سنوات متتالية
- راعي التتابع ضد سرطان الأطفال
- راعي مشروع بناء أول مركز لأورام الأطفال في الجزائر

## حياة خاصة
سليمة السوكري متزوجة منذ عام 2010 من لاعب كرة القدم الجزائري الدولي بيلال دزيري، وأنجبت منه ابنة عام 2013.

## وصلات أخرى

### وصلات داخلية
- جودو
- بطولة أفريقيا لألعاب القوى

### وصلات خارجية
- حوار إذاعة وطني مع بطلة الجيدو سليمة سواكري: استماع على يوتوب على يوتيوب.

## روابط خارجية
- سليمة سواكري على موقع الفيدرالية الدولية للجودو (الإنجليزية)
- سليمة سواكري على موقع JudoInside.com (الإنجليزية)
- سليمة سواكري على موقع JudoInside.com (الإنجليزية)
- سليمة سواكري على موقع AllJudo.net (الفرنسية)
- سليمة سواكري على موقع اللجنة الأولمبية الدولية (الإنجليزية)
- سليمة سواكري على موقع أوليمبيديا (الإنجليزية)